# مصطفی کوتاهی

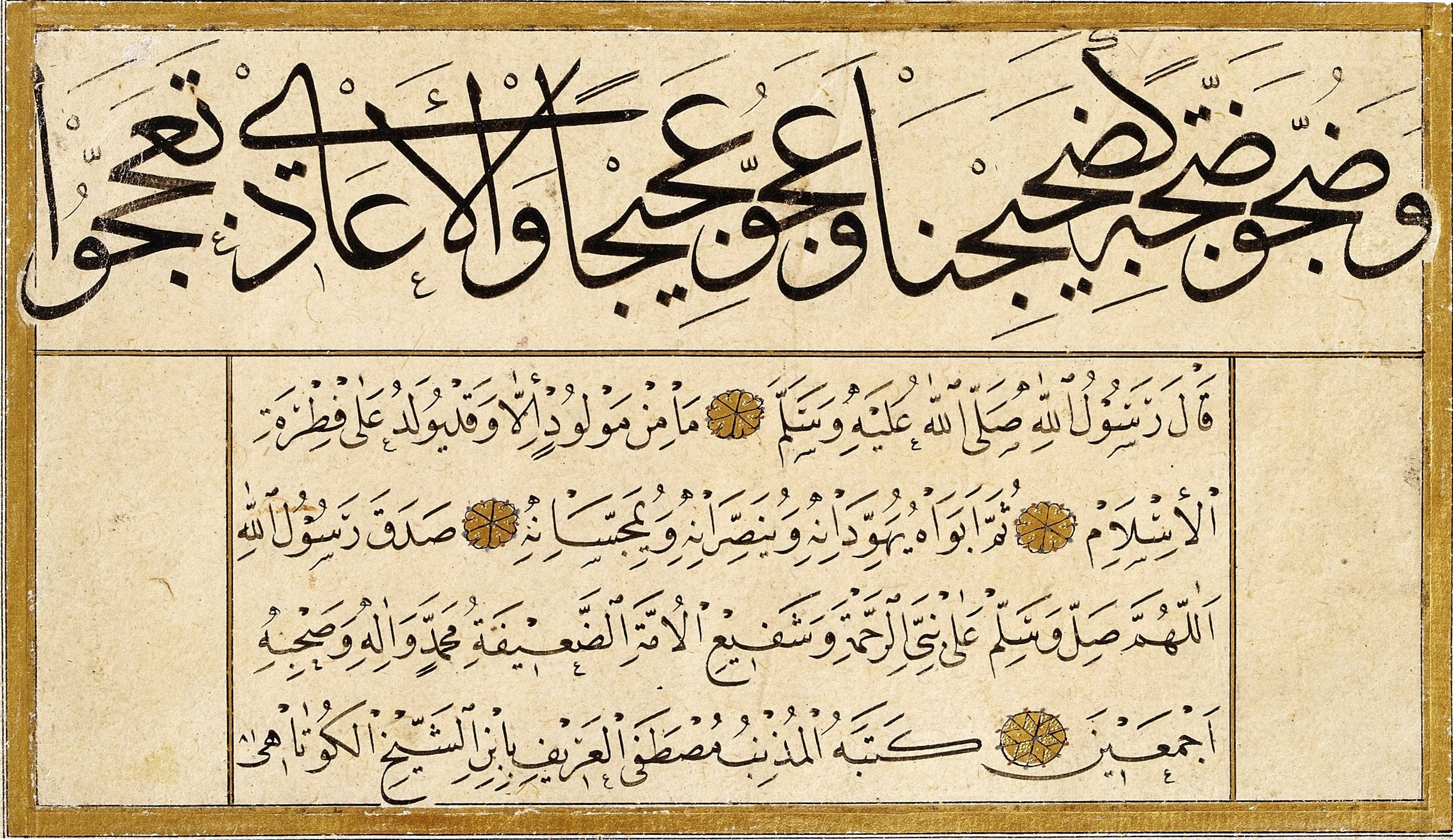
خوشنویسی اثر مصطفی کوتاهی که روایتی از محمد پیامبر اسلام را نشان می‌دهد. (۱۷۶۷ میلادی)

مصطفی کوتاهی (ترکی:Mustafa Kütahi) (زاده:۱۷۸۷ میلادی) خوشنویس اهل عثمانی بود. او بیشتر مضامین روایات و آیات قرآن را خوشنویسی می‌کرد.